# Аманс (река)
Аманс (фр. Amance) — река во Франции .
Находится на северо-востоке Франции. Аманс является одним из правых притоков реки Сона.
Река Аманс с зимним паводком, с декабря по март включительно максимум в январе-феврале. Самый низкий уровень воды в реке летом, в период с июля по сентябрь включительно.
Длина реки составляет 46 км. Площадь её водосборного бассейна — 430 км². Среднегодовой расход воды — 4,59 м³/с.